# Wolfgang Schrödl
Wolfgang Schrödl, sinds 2019 als Senex (4 februari 1975), is een Duitse muzikant.
Hij werd bekend als voormalig lid van de band Liquido. Zijn bekendste nummer is Narcotic. In 2019 bracht hij als Senex het nummer opnieuw uit, in samenwerking met YouNotUs en Janieck.